# Norton in Hales
Norton in Hales är en civil parish i Storbritannien.   Den ligger i grevskapet Shropshire i riksdelen England, i den södra delen av landet, 220 km nordväst om huvudstaden London.